# Gałajny
Gałajny (deutsch Gallehnen) ist ein Ort in der polnischen Woiwodschaft Ermland-Masuren. Er gehört zur Landgemeinde Górowo Iławeckie (Landsberg) im Powiat Bartoszycki (Kreis Bartenstein) – bis 1945 zum Kreis Preußisch Eylau in Ostpreußen.

## Geographische Lage
Gałajny liegt am Flüsschen Elm (polnisch Elma) im Nordwesten der Woiwodschaft Ermland-Masuren, sieben Kilometer südwestlich der heute auf russischem Staatsgebiet gelegenen früheren Kreisstadt Preußisch Eylau (russisch Bagrationowsk) bzw. 18 Kilometer nordwestlich der jetzigen Kreismetropole Bartoszyce (deutsch Bartenstein). Unweit des Ortes befindet sich der Berg Kadykowo Góra, der wohl der Rest einer prußischen Festung ist und im Volksmund auch Schwedische Mauer genannt wird.

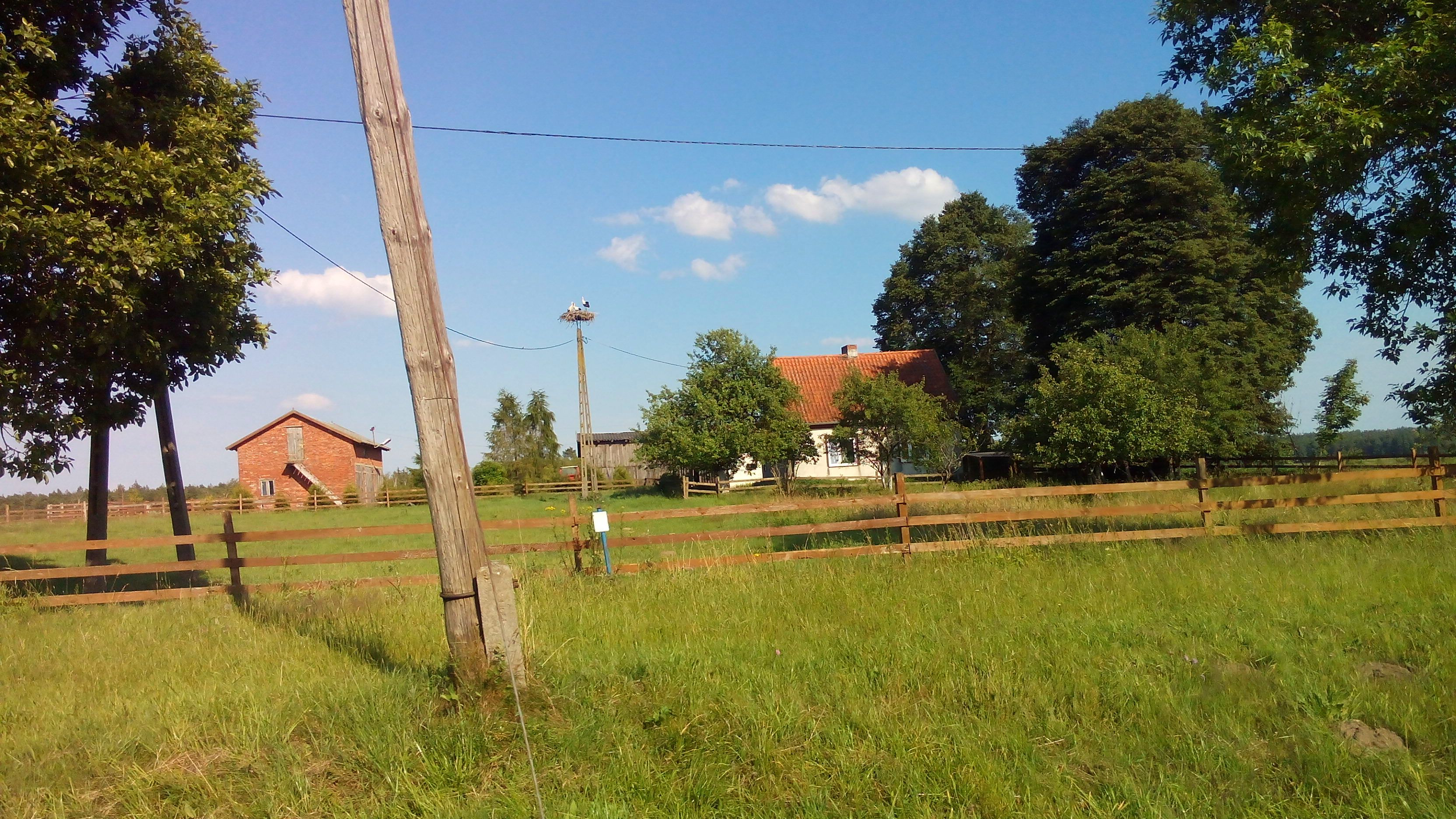
Anwesen in Gałajny

## Geschichte

### Ortsgeschichte
Bei Gałajny handelt es sich um ein verstreut liegendes Dorf, das im Jahre 1339 als Gelayne erstmals erwähnt und nach 1339 Galeynen, nach 140 Gelyen, nach 1437 Galeien, nach 1595 Gelien und erst vor 1785 Gallehnen genannt wurde. Am 7. Mai 1874 wurde der Gutsort Amtsdorf und damit namensgebend für einen Amtsbezirk im ostpreußischen Kreis Preußisch Eylau, Regierungsbezirk Königsberg. Anfangs waren zehn Dörfer eingegliedert, am Ende aufgrund struktureller Veränderungen noch drei. Im Jahre 1910 waren im Dorf Gallehnen 61 Einwohner gemeldet.
Am 30. September 1928 verlor Gallehnen seine Eigenständigkeit, als es sich mit den Nachbarorten Dulzen (polnisch Dulsin), Heinrichswalde (Wężykowo), Schwadtken (Świadki) und Topprienen (Toprzyny) zu neuen Landgemeinde Topprienen zusammenschloss. Am 28. Mai 1930 folgte die Umbenennung des Amtsbezirks Gallehnen in „Amtsbezirk Topprienen“.

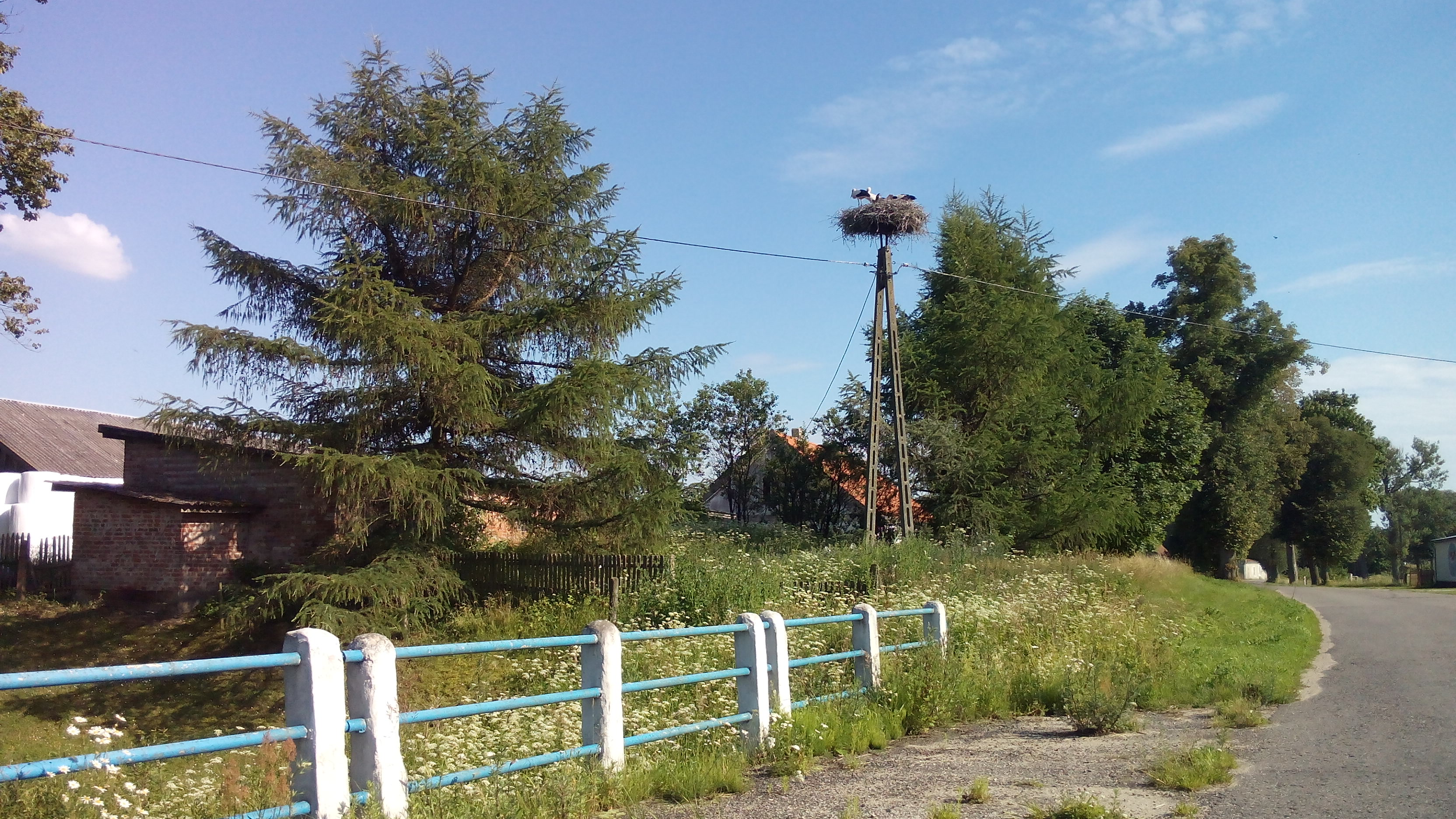
Storchennest in Gałajny

Im Jahre 1945 erfolgte in Kriegsfolge die Abtretung des gesamten südlichen Ostpreußen an Polen. Gallehnen erhielt die polnische Namensform „Gałajny“ und ist heute eine Ortschaft innerhalb der Gmina Górowo Iławeckie (Landgemeinde Landesberg) im Powiat Bartoszycki (Kreis Bartenstein), von 1975 bis 1998 der Woiwodschaft Allenstein, seither der Woiwodschaft Ermland-Masuren zugehörig. 120 Einwohner waren 2021 in Gałajny gemeldet.

### Amtsbezirk Gallehnen (1874–1930)
Zum Amtsbezirk Gallehnen gehörten die Orte:
| Deutscher Name            | Polnischer Name   | Anmerkungen                                                           |
| ------------------------- | ----------------- | --------------------------------------------------------------------- |
| Dulzen                    | Dulsin            | 1928 nach Topprienen eingegliedert                                    |
| Gallehnen                 | Gałajny           | 1928 nach Topprienen eingegliedert                                    |
| Kumkeim                   | Kumkiejmy         |                                                                       |
| Orschen (LGem.)           | Orsy              | 1930 in den Amtsbezirk Eichen umgegliedert                            |
| Orschen (Gut)             |                   | 1928 in die Landgemeinde Orschen eingegliedert                        |
| Saagen                    | Sigajny           | 1928 nach Kumkeimem eingemeindet                                      |
| Schwadtken (Dorf)         | Świadki Iławeckie | 1928 nach Topprienen eingegliedert                                    |
| Schwadtken (Gut Waldhaus) | Świadki Iławeckie | 1928 nach Tenknitten eingegliedert                                    |
| Topprienen                | Toprzyny          |                                                                       |
| Wokellen                  | Wokiele           | 1906 nach Eichen eingegliedert                                        |
| vor 1883: Heinrichswalde  | Wężykowo          | 1883 vom Amtsbezirk Henriettenhof, 1928 nach Topprienen eingegliedert |
| vor 1883: Heinrichsbruch  | Szklarnia         | 1906 in den Amtsbezirk Wildenhoff umgegliedert                        |
| ab 1930: Tenknitten       | Muromskoje        | vom Amtsbezirk Althof umgegliedert                                    |

Am 28. Mai 1930 wurde der Amtsbezirk in „Amtsbezirk Topprienen“ umgenannt.

## Religion
Mit überwiegend evangelischer Einwohnerschaft war Gallehnen bis 1945 in das Kirchspiel der Kirche in Eichhorn (polnisch Wiewiórki) in der Kirchenprovinz Ostpreußen der Kirche der Altpreußischen Union eingepfarrt.
In Gałajny lebt heute eine fast ausnahmslos römisch-katholische Bevölkerung. Im Jahre 1999 wurde das Feuerwehrhaus in eine Kapelle umgewandelt, die nun als Pfarrkirche dient, wurde doch hier eine eigene Pfarrei errichtet, die heute zum Dekanat Górowo Iławeckie im Erzbistum Ermland gehört und die beiden Fialialkapellen in Sigajny (Saagen) sowie Toprzyny (Topprienen) miteinschließt.

## Verkehr
Gałajny liegt an der verkehrsreichen Woiwodschaftsstraße 511 (frühere deutsche Reichsstraße 134), die von Lidzbark Warmiński (Heilsberg) über Górowo Iławeckie (Landsberg) bis an die polnisch-russische Staatsgrenze verläuft und bis 1945 bis nach Preußisch Eylau (russisch Bagrationowsk) führte. Vom Nachbarort Nowa Wieś Iławecka (Neuendorf) kommend endet außerdem eine Nebenstraße in Gałajny.
Eine Bahnanbindung besteht nicht mehr. Bis 1945 war die Kreisstadt die nächstgelegenen Bahnstation.